# Supercoppa di Germania 2013 (pallacanestro)
La Supercoppa di Germania 2013 (ufficialmente BBL Champions Cup 2013) è stata l'8ª edizione della Supercoppa di Germania.
La partita è stata disputata il 28 settembre 2013 presso l'O2 World di Berlino tra il Bamberger, campione di Germania 2012-13 e l'Alba Berlino, vincitore della BBL-Pokal 2013.

## Finale
| Berlino 28 settembre 2013, ore 20:15 UTC+2 | Alba Berlino | 79 – 78 (24-20, 38-37, 56-55) referto                                                                                  | Bamberger | O2 World (9.154 spett.) |
| \| \| \| \| \| Logan, Radošević 16 \| Punti \| 19 Sanders \| \| Logan, Redding, Vargas 3 \| Assist \| 4 Ford \| \| Radošević 6 \| Rimbalzi \| 6 Ford, Sanders \| \| 5 Logan• 14 Kendall• 15 Redding• 25 Hammonds• 43 Radošević 6 Schultze• 7 King• 11 Vargas• 17 Timor• 18 Wohlfarth-Bottermann• 19 Stojanovski• 22 Jagla \| Formazioni \| 8 Wright• 15 Ford• 23 Jacobsen• 25 Gavel• 33 Zirbes 5 Goldsberry• 7 Sanders• 9 Tadda• 12 Schmidt• 14 Neumann• 31 Smith \| \| Saša Obradović \| Allenatori \| Chris Fleming \| |              | |           |                         |
| |              | |           |                         |
| Logan, Radošević 16 | Punti        | 19 Sanders |           |                         |
| Logan, Redding, Vargas 3 | Assist       | 4 Ford |           |                         |
| Radošević 6 | Rimbalzi     | 6 Ford, Sanders |           |                         |
| 5 Logan• 14 Kendall• 15 Redding• 25 Hammonds• 43 Radošević 6 Schultze• 7 King• 11 Vargas• 17 Timor• 18 Wohlfarth-Bottermann• 19 Stojanovski• 22 Jagla | Formazioni   | 8 Wright• 15 Ford• 23 Jacobsen• 25 Gavel• 33 Zirbes 5 Goldsberry• 7 Sanders• 9 Tadda• 12 Schmidt• 14 Neumann• 31 Smith |           |                         |
| Saša Obradović | Allenatori   | Chris Fleming |           |                         |